# 蒼き守護神
『蒼き守護神』（あおきしゅごしん）は、星川とみによる日本の漫画作品。

## 概要
『なかよし』（講談社）において、1984年から1985年まで連載された。

## 書誌情報
星川とみ 『蒼き守護神』 講談社〈講談社コミックスなかよし〉、全2巻
- 1巻、1984年12月6日発行、ISBN 978-4-06-108486-5
- 2巻、1985年5月6日発行、ISBN 978-4-06-178503-8